# Білл Віллобі
Вільям Веслі Віллобі (англ. William Wesley Willoughby, нар. 20 травня 1957, Інглвуд, Нью-Джерсі, США) — американський професіональний баскетболіст, що грав на позиціях центрового і важкого форварда за низку команд НБА.

## Ігрова кар'єра
1975 року був обраний у другому раунді драфту НБА під загальним 19-м номером командою «Атланта Гокс». Професійну кар'єру розпочав 1975 року виступами за тих же «Атланта Гокс», захищав кольори команди з Атланти протягом наступних 2 сезонів.
З 1977 по 1978 рік грав у складі «Баффало Брейвз».
1979 року перейшов до «Клівленд Кавальєрс», у складі якої провів наступний сезон своєї кар'єри.
Наступною командою в кар'єрі гравця була «Х'юстон Рокетс», за яку він відіграв 2 сезони.
З 1982 по 1983 рік грав у складі «Сан-Антоніо Сперс».
Останньою ж командою в кар'єрі гравця стала «Нью-Джерсі Нетс», до складу якої він приєднався 1983 року і за яку відіграв один сезон.